# Marion Posch
Marion Posch (ur. 2 listopada 1972 w Vipiteno) – włoska snowboardzistka, dwukrotna mistrzyni świata.

## Kariera
W zawodach Pucharu Świata zadebiutowała 13 stycznia 1995 roku w Les Deux Alpes, zajmując szóste miejsce w gigancie. Tym samym już w swoim debiucie wywalczyła pierwsze pucharowe punkty. Pierwszy raz na podium zawodów tego cyklu stanęła już dzień później w tej samej miejscowości, kończąc rywalizację w slalomie równoległym na trzeciej pozycji. W zawodach tych wyprzedziły ją jedynie Niemka Steffi Prentl i Austriaczka Manuela Riegler. Łącznie 43 razy stawała na podium zawodów PŚ, odnosząc przy tym 16 zwycięstw: 9 w slalomie równoległym, 3 w gigancie i po 2 w gigancie równoległym i slalomie. Najlepsze wyniki osiągnęła w sezonie 1998/1999, kiedy to zajęła czwarte miejsce w klasyfikacji generalnej, a w klasyfikacji slalomu zdobyła Małą Kryształową Kulę. Małą Kryształową Kulę zdobyła też w klasyfikacji PAR w sezonie 1994/1995. Ponadto w sezonie 1997/1998 była druga w klasyfikacji slalomu, w sezonie 1996/1997 była w niej trzecia, a w sezonie 2000/2001 zajęła drugie miejsce w gigancie.
Pierwszy medal wywalczyła w 1996 roku, zwyciężając w slalomie równoległym na mistrzostwach świata w Lienzu. Pokonała tam Marcellę Boermę z Holandii i Sondrę van Ert z USA. Wyczyn ten powtórzyła 3 lata później, na mistrzostwach świata w Berchtesgaden, wyprzedzając Francuzkę Isabelle Blanc i Sandrę Farmand z Niemiec. Była też między innymi czwarta w slalomie równoległym podczas mistrzostw świata w San Candido w 1997 roku, gdzie walkę o podium przegrała z Marie Birkl ze Szwecji. W 1998 roku wystąpiła na igrzyskach olimpijskich w Nagano, gdzie zajęła 6. miejsce w gigancie. Na rozgrywanych cztery lata później igrzyskach w Salt Lake City zajęła dwunaste miejsce w gigancie równoległym. Brała też udział w igrzyskach olimpijskich w Turynie w 2006 roku, gdzie w tej samej konkurencji była piętnasta.
W 2006 r. zakończyła karierę.

## Osiągnięcia

### Igrzyska olimpijskie
| Miejsce | Dzień     | Rok  | Miejscowość    | Konkurencja       | Zwyciężczyni   |
| ------- | --------- | ---- | -------------- | ----------------- | -------------- |
| 6 .     | 9 lutego  | 1998 | Nagano         | Gigant            | Karine Ruby    |
| 12.     | 15 lutego | 2002 | Salt Lake City | Gigant równoległy | Isabelle Blanc |
| 15.     | 23 lutego | 2006 | Turyn          | Gigant równoległy | Daniela Meuli  |

### Mistrzostwa świata
| Miejsce | Dzień       | Rok  | Miejscowość          | Konkurencja       | Zwyciężczyni                |
| ------- | ----------- | ---- | -------------------- | ----------------- | --------------------------- |
| 7.      | 26 stycznia | 1996 | Lienz                | Gigant            | Karine Ruby                 |
| 1.      | 28 stycznia | 1996 | Lienz                | Slalom równoległy | -                           |
| 11.     | 21 stycznia | 1997 | San Candido          | Gigant            | Sondra van Ert              |
| 4.      | 25 stycznia | 1997 | San Candido          | Slalom równoległy | Dagmar Mair unter der Eggen |
| 45.     | 12 stycznia | 1999 | Berchtesgaden        | Gigant            | Margherita Parini           |
| 9.      | 14 stycznia | 1999 | Berchtesgaden        | Gigant równoległy | Isabelle Blanc              |
| 1.      | 15 stycznia | 1999 | Berchtesgaden        | Slalom równoległy | -                           |
| 17.     | 23 stycznia | 2001 | Madonna di Campiglio | Gigant            | Karine Ruby                 |
| 16.     | 24 stycznia | 2001 | Madonna di Campiglio | Gigant równoległy | Ursula Bruhin               |
| 10.     | 26 stycznia | 2001 | Madonna di Campiglio | Slalom równoległy | Karine Ruby                 |
| 14.     | 13 stycznia | 2003 | Kreischberg          | Gigant równoległy | Ursula Bruhin               |
| 16.     | 15 stycznia | 2003 | Kreischberg          | Slalom równoległy | Isabelle Blanc              |
| 14.     | 18 stycznia | 2005 | Whistler             | Gigant równoległy | Manuela Riegler             |
| 8.      | 19 stycznia | 2005 | Whistler             | Slalom równoległy | Daniela Meuli               |

### Puchar Świata

#### Miejsca w klasyfikacji generalnej
- sezon 1994/1995: -
- sezon 1995/1996: 4.
- sezon 1996/1997: 6.
- sezon 1997/1998: 4.
- sezon 1998/1999: 4.
- sezon 1999/2000: 19.
- sezon 2000/2001: 4.
- sezon 2001/2002: -
- sezon 2002/2003: -
- sezon 2003/2004: -
- sezon 2004/2005: -
- sezon 2005/2006: 45.

#### Miejsca na podium
1. Les Deux Alpes – 14 stycznia 1995 (slalom równoległy) – 3. miejsce
2. San Candido – 21 stycznia 1995 (slalom równoległy) – 1. miejsce
3. Bad Hindelang – 28 stycznia 1995 (slalom równoległy) – 2. miejsce
4. Alts – 2 lutego 1995 (gigant) – 2. miejsce
5. Calgary – 23 lutego 1995 (gigant) – 3. miejsce
6. Calgary – 25 lutego 1995 (slalom równoległy) – 1. miejsce
7. Sestriere – 8 grudnia 1995 (slalom równoległy) – 3. miejsce
8. San Candido – 21 stycznia 1996 (slalom równoległy) – 2. miejsce
9. Calgary – 24 lutego 1996 (slalom równoległy) – 3. miejsce
10. Mount Bachelor – 16 marca 1996 (slalom równoległy) – 1. miejsce
11. Zell am See – 22 listopada 1996 (gigant) – 1. miejsce
12. Mont-Sainte-Anne – 31 stycznia 1997 (slalom) – 1. miejsce
13. Mont-Sainte-Anne – 1 lutego 1997 (gigant) – 1. miejsce
14. Morioka – 20 lutego 1997 (slalom równoległy) – 3. miejsce
15. Olang – 1 marca 1997 (slalom) – 1. miejsce
16. Bardonecchia – 9 marca 1997 (slalom równoległy) – 3. miejsce
17. Sestriere – 5 grudnia 1997 (slalom równoległy) – 1. miejsce
18. Lienz – 14 stycznia 1998 (slalom równoległy) – 3. miejsce
19. Oberstdorf – 26 lutego 1998 (slalom równoległy) – 2. miejsce
20. Oberstdorf – 27 lutego 1998 (gigant) – 2. miejsce
21. Les Gets – 7 marca 1998 (slalom równoległy) – 3. miejsce
22. Tandådalen – 12 marca 1998 (slalom równoległy) – 1. miejsce
23. Zell am See – 13 listopada 1998 (slalom równoległy) – 3. miejsce
24. Morzine – 5 stycznia 1999 (slalom równoległy) – 1. miejsce
25. Asahikawa – 13 lutego 1999 (slalom równoległy) – 1. miejsce
26. Naeba – 20 lutego 1999 (slalom równoległy) – 1. miejsce
27. Olang – 12 marca 1999 (slalom równoległy) – 1. miejsce
28. Morzine – 9 stycznia 2000 (slalom równoległy) – 2. miejsce
29. Berchtesgaden – 14 stycznia 2000 (gigant równoległy) – 3. miejsce
30. Tignes – 19 listopada 2000 (gigant) – 2. miejsce
31. Ischgl – 1 grudnia 2000 (slalom równoległy) – 3. miejsce
32. Gstaad – 10 stycznia 2001 (gigant) – 1. miejsce
33. Kronplatz – 17 stycznia 2001 (gigant równoległy) – .1. miejsce
34. Berchtesgaden – 9 lutego 2001 (slalom równoległy) – 3. miejsce
35. Asahikawa – 24 lutego 2001 (gigant równoległy) – 3. miejsce
36. Arosa – 8 stycznia 2002 (gigant równoległy) – 2. miejsce
37. Kreischberg – 24 stycznia 2002 (gigant równoległy) – 1. miejsce
38. Tandådalen – 20 marca 2002 (gigant równoległy) – 3. miejsce
39. Stoneham – 20 grudnia 2002 (gigant równoległy) – 3. miejsce
40. Sapporo – 1 marca 2003 (slalom równoległy) – 3. miejsce
41. Landgraaf – 26 października 2003 (slalom równoległy) – 3. miejsce
42. Bardonecchia – 9 lutego 2005 (gigant równoległy) – 2. miejsce
43. Sapporo – 19 lutego 2005 (slalom równoległy) – 3. miejsce

- w sumie 16 zwycięstw, 9 drugich i 18 trzecich miejsc.